# Rick Fox
Ulrich Alexander „Rick” Fox (ur. 24 lipca 1969 w Toronto) – kanadyjski koszykarz, występujący na pozycji niskiego skrzydłowego w lidze NBA, posiadający także bahamskie obywatelstwo, trzykrotny mistrz ligi z Los Angeles Lakers, po zakończeniu kariery sportowej aktor telewizyjny, założyciel zespołu e-sportowego Echo Fox.

## Życiorys
Jego matka, Dorothy, Włoszka z pochodzenia, uprawiała skok wzwyż i reprezentowała Kanadę na Igrzyskach Olimpijskich; ojciec, Ulrich, pochodził z Bahamów. Tam też rodzina Foxów przeprowadziła się, gdy Rick miał trzy lata. Uczęszczał do Kingsway Academy w Nassau i tam zaczął grać w koszykówkę. Kontynuował postępy sportowe podczas nauki w college w Warsaw i na Uniwersytecie Karoliny Północnej. Podczas draftu do NBA w 1991 został wybrany przez Boston Celtics z 24. numerem w pierwszej rundzie. Spędził tam sześć sezonów (1991–1997). W 1997 podpisał kontrakt z Los Angeles Lakers, gdzie spędził następne siedem lat (do 2004). Był kluczowym zawodnikiem drużyny, która zdobyła trzy kolejne mistrzowskie tytuły w latach 2000–2002. Zakończył karierę po sezonie 2004–2005, kiedy to wraz z Garym Paytonem został przekazany z powrotem do Celtów.
Fox tylko raz reprezentował drużynę narodową Kanady, podczas mistrzostw świata w 1994 w Toronto.
Obecnie można go zobaczyć w filmach i serialach telewizyjnych, m.in.: Oz, Eddie, He Got Game, Blue Chips, One Tree Hill, Missing, Shark, czy Holes. Najnowsze produkcje z udziałem Foxa, to Dirt, Tyler Perry's Meet the Browns i Brzydula Betty.
Jego żoną w latach 1999–2000 była aktorka i piosenkarka Vanessa Lynn Williams. Mają córkę Sashę. Fox ma też syna Kyle’a.

## Osiągnięcia

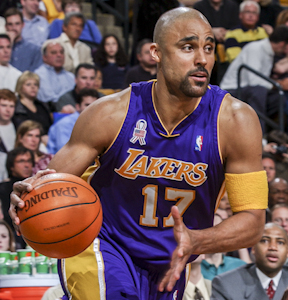
Fox w barwach Los Angeles Lakers (2002).

Na podstawie, o ile nie zaznaczono inaczej.
NCAA
- Uczestnik:
  - NCAA Final Four (1991)
  - Elite 8 turnieju NCAA (1988, 1991)
  - Sweet 16 turnieju NCAA (1988–1991)
- Mistrz:
  - turnieju konferencji Atlantic Coast (ACC – 1989, 1991)
  - sezonu regularnego ACC (1988)
- MVP turnieju ACC (1991)[3]
- Zaliczany do:
  - I składu:
    - ACC (1991)
    - turnieju ACC (1991)

  - III składu ACC (1990)

NBA
- trzykrotny mistrz NBA (2000–2002)[4]
- Wicemistrz NBA (2004)[4]
- Wybrany do II składu debiutantów NBA (1992)[5]

Reprezentacja
- Uczestnik mistrzostw świata (1990 – 12. miejsce, 1994 – 7. miejsce)[6]

## Filmografia

### Filmy
| Rok  | Tytuł                                    | Rola                           | Adnotacje      |
| ---- | ---------------------------------------- | ------------------------------ | -------------- |
| 1994 | Drużyna asów                             | Zawodnik zespołu Texas Western |                |
| 1996 | Eddie                                    | Terry Hastings                 |                |
| 1998 | Gra o honor                              | Chick Deagan                   |                |
| 1999 | Odkupienie                               | Scholfield                     |                |
| 2003 | Kto pod kim dołki kopie...               | Clyde "Sweetfeet" Livingston   |                |
| 2006 | Jej pierwszy raz                         | Fabrizio                       |                |
| 2008 | Poznaj Brownów                           | Harry                          |                |
| 2010 | Fox vs. Fox                              | Rola nieznana                  | Krótki film    |
| 2010 | Hysteria                                 | bd                             | Producent      |
| 2011 | Dan Savage's New Threat to Rick Santorum | Rola nieznana                  | Krótki film    |
| 2013 | Mr. Sophistication                       | Gra samego siebie              |                |
| 2015 | Dorastanie dla początkujących            | Radny Blackmon                 |                |
| 2015 | Powrót do szkoły mamo                    | Matthew Kessler                |                |
| 2015 | Hollywoodzkie przygody                   | Gra samego siebie              |                |
| 2015 | Navy Seas vs. Zombies                    | Wiceprezudent Bentley          |                |
| 2015 | Droga Albania                            | Gra samego siebie              | Dokument       |
| 2017 | A Curry on an American Plate             | Robert                         |                |
| 2017 | Gra                                      | Trener                         | Krótki film    |
| 2017 | Killing Hasselhoff                       | Gra samego siebie              |                |
| 2017 | Krystal                                  | Bo                             |                |
| 2018 | A Twist of Christmas                     | Dr. Thomas Baxter              | post-produkcja |